# Konsthallen Passagen

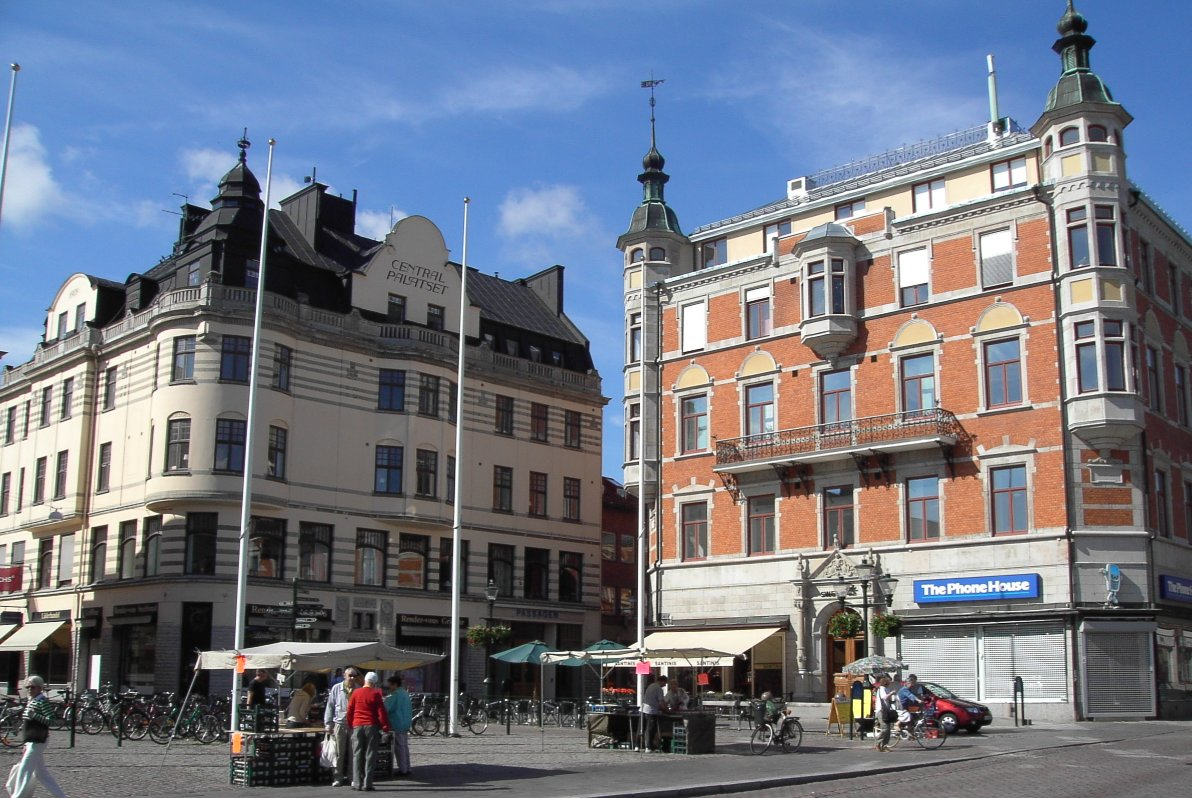
Sydvästra hörnet av Stora torget i Linköping, med Centralpalatset till vänster och ingången till Passagen i mitten av bilden.

Konsthallen Passagen är en konsthall i Linköping, som ställer ut samtidskonst.
Konsthallen öppnade i augusti 1998. Verksamheten drivs av kultur- och fritidsnämnden i Linköpings kommun. Den huvudsakliga inriktningen är satsningar på samtidskonstens olika uttrycksformer med representation ur tre perspektiv: regionalt, nationellt och internationellt. Sju utställningar arrangeras per år. Utöver detta ordnas offentliga samtalskvällar, seminarier och övriga aktiviteter. Passagen ligger centralt vid Stora torget i en före detta saluhall i det så kallade Centralpalatset, en jugendbyggnad i stram stil från 1907.